# Rudný vrch
Rudný vrch (654 m n.p.m., niem. Hopprich, cz. Rudný vrch lub Rudný) – góra w północno-zachodnich Czechach, w Sudetach Środkowych, w Górach Kamiennych, w paśmie Gór Suchych (cz. Javoří hory).
Wzniesienie położone w Sudetach Środkowych, w Górach Kamiennych, we wschodniej części pasma Gór Suchych, w bocznym grzbieciku, odchodzącym ku południowemu zachodowi od głównego grzbietu Gór Suchych, między masywami Czarna-Słoneczna Kopa a Głowy. Tworzy wyraźnie wyodrębniony masyw z odgałęzieniem ku południowi, zakończonym wierzchołkiem Liščí vrch. Na południe od szczytu znajduje się miejscowość Šonov. Na północny wschód, grzbietem Gór Suchych biegnie polsko-czeska granica państwowa.
Jest to wzniesienie zbudowane z permskich skał wylewnych - melafirów (trachybazaltów), należących do północno-wschodniego skrzydła niecki śródsudeckiej.
Szczyt porośnięty lasem świerkowym regla dolnego, zwany Střelcův les. Poniżej szczytu rozciągają się łąki (zespółTrifolio-Festucetum rubrae) i pastwiska (zespół Cynourion). Szczyt wzniesienia obejmuje rezerwat przyrody. Cały masyw znajduje się w Obszarze Chronionego Krajobrazu Broumovsko.